# Ituporanga (microregio)
Ituporanga is een van de 20 microregio's van de Braziliaanse deelstaat Santa Catarina. Zij ligt in de mesoregio Vale do Itajaí en grenst aan de microregio's Blumenau, Rio do Sul, Campos de Lages, Tabuleiro en Tijucas. De microregio heeft een oppervlakte van ca. 1.530 km². In 2006 werd het inwoneraantal geschat op 51.072.
Zeven gemeenten behoren tot deze microregio:
- Agrolândia
- Atalanta
- Chapadão do Lageado
- Imbuia
- Ituporanga
- Petrolândia
- Vidal Ramos

Mesoregio's: Grande Florianópolis · Norte Catarinense · Oeste Catarinense · Serrana · Sul Catarinense · Vale do Itajaí

Microregio's: Araranguá · Blumenau · Campos de Lages · Canoinhas · Chapecó · Concórdia · Criciúma · Curitibanos · Florianópolis · Itajaí · Ituporanga · Joaçaba · Joinville · Rio do Sul · São Bento do Sul · São Miguel do Oeste · Tabuleiro · Tijucas · Tubarão · Xanxerê